# Víctor Hugo Cárdenas
Víctor Hugo Cárdenas Conde (ur. 1952), boliwijski polityk, wiceprezydent w latach 1993–1997. Lider indiańskiej partii Movimiento Revolucionario Tupak Katari de Liberación (MRTKL). 

## Życiorys
Víctor Hugo Cárdenas należy do indiańskiego ludu Ajmara. Urodził się w wiosce Achica Bajo na wybrzeżu Jeziora Titicaca jako syn miejscowego nauczyciela. Jego ojciec zmienił nazwiska swoim synom z indiańskiego "Chokewanka" na hiszpańskie "Cardenas" (po babce), by ułatwić im start życiowy i awans społeczny. 
Cardenas, z wykształcenia profesor lingwistyki, w 1985 zaangażował się w działalność polityczną i założył ugrupowanie Movimiento Revolucionario Tupak Katari de Liberación (MRTKL, Rewolucyjny Ruch Wyzwolenia Tupak Katari), nazwane tak na cześć indiańskiego przywódcy ludu Ajmara, który został rozczłonkowany przez Hiszpanów w 1781.
6 sierpnia 1993 jako pierwszy Indianin objął stanowisko wiceprezydenta w administracji prezydenta Gonzalo Sáncheza de Lozady. Zajmował je przez pełną kadencję, do 6 sierpnia 1997.
Po objęciu władzy przez prezydenta Evo Moralesa w 2006, Cardenas zajął krytyczne stanowisko wobec niektórych aspektów jego polityki. Krytykował projekt nowej konstytucji. Zarzucał Moralesowi wykorzystywanie sprawy Indian do osiągnięcia własnych celów, centralizacji i wzmocnienia władzy. Gdy w marcu 2009 zapowiedział możliwość startu w wyborach prezydenckich w grudniu 2009, jego dom nad Jeziorem Titicaca został otoczony przez Indian, zwolenników Moralesa. W trakcie kilkudniowych protestów, tłum zarzucił mu sprzeniewierzenie ideałom i zdradę prezydenta Moralesa. Jego żona oraz syn zostali dotkliwie pobici i wymagali hospitalizacji.